# 伊尔-78
伊尔-78（俄语：Ил-78，羅馬化：Il-78，北約代號：彌達斯 (Midas)）是由俄羅斯伊留申航空集團所研究及製造的空中加油機，是伊留申-76的衍生型。伊尔-78主要用於給予前線及遠程戰鬥飛機及軍用運輸機進行空中加油。此外，伊尔-78可以同時用作運輸機的用途，及可以向機場運輸燃油。伊尔-78採用了三点式空中加油系统，可以同时为到3架飞机加油。伊尔-78去除原型机伊尔-76的所有货运设施後，节约了约5吨重量。伊尔-78可以運載用于空中加油的油料105吨。最大空中加油能力为1.3吨/分钟。

## 歷史

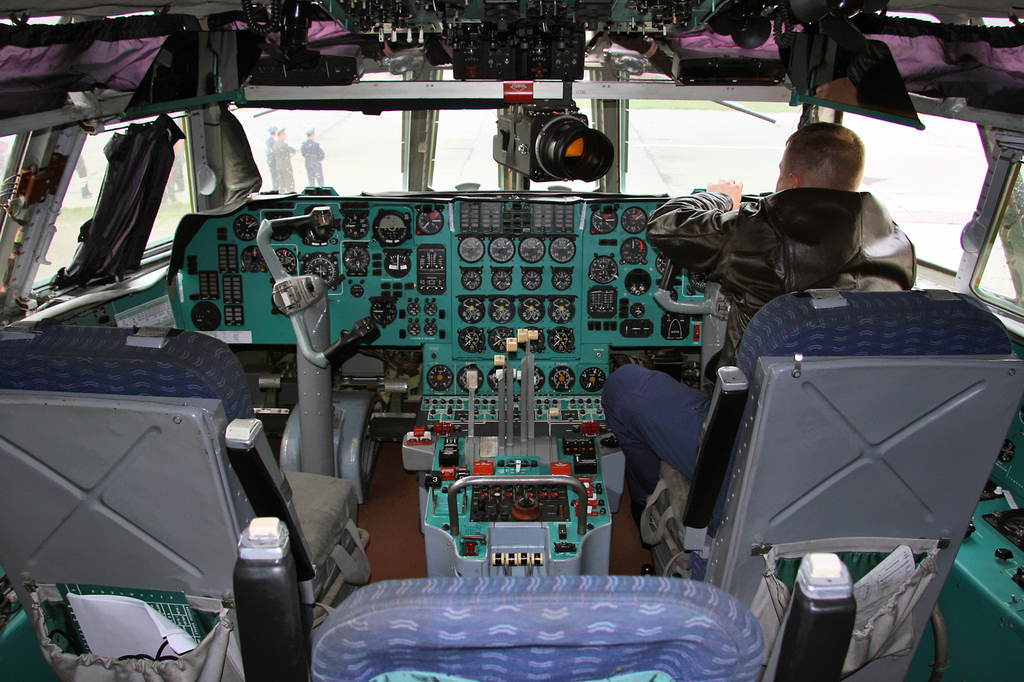
駕駛艙

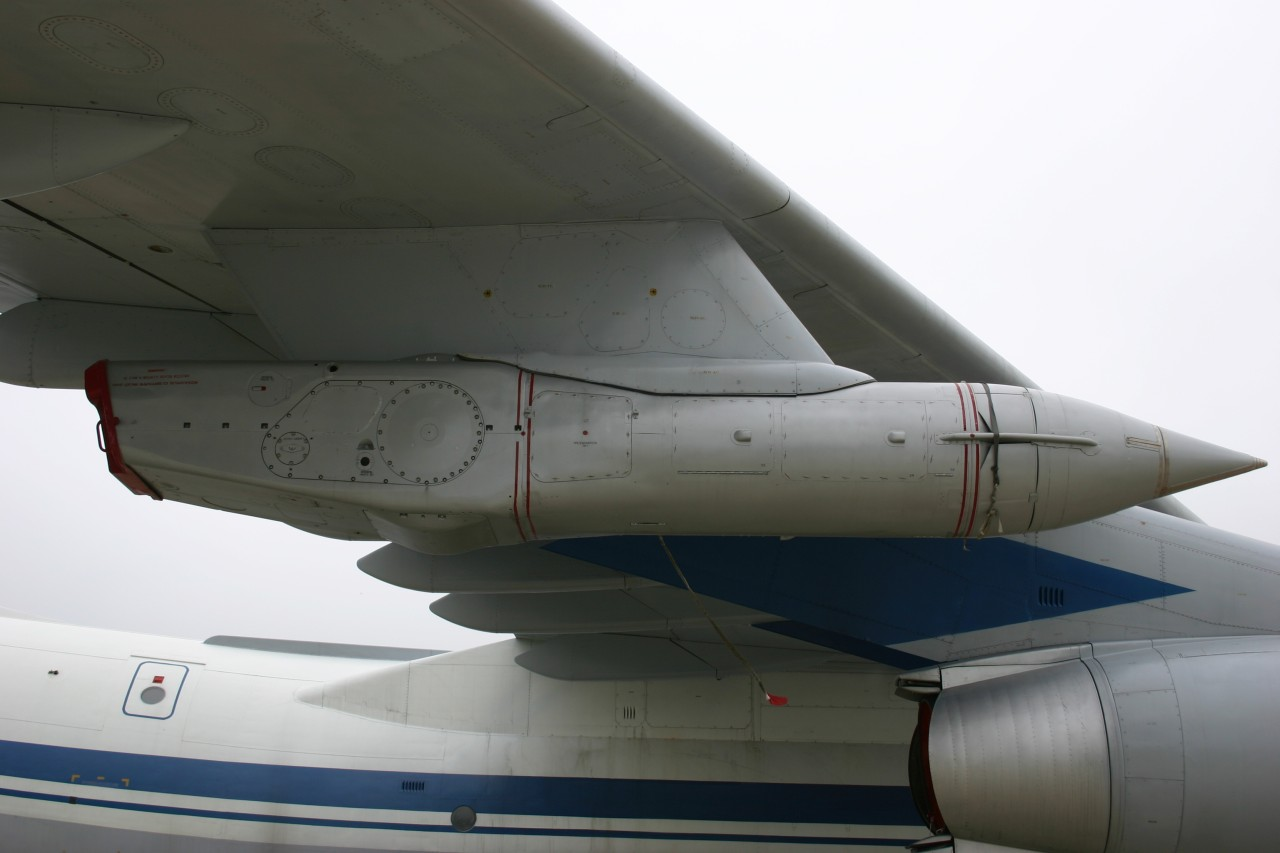
UPAZ-1 加油吊艙。

1982年，苏联在伊尔-76MD的基础上开始改為安装伊尔-78。
首架伊尔-78於1984年交予苏联空军进行飛行测试，至1987年正式服役。當中生產量中的半数置予乌克兰，蘇聯解體後由烏克蘭接收后，被售予安哥拉、利比亚、阿尔及利亚、巴基斯坦、中國。

## 規格

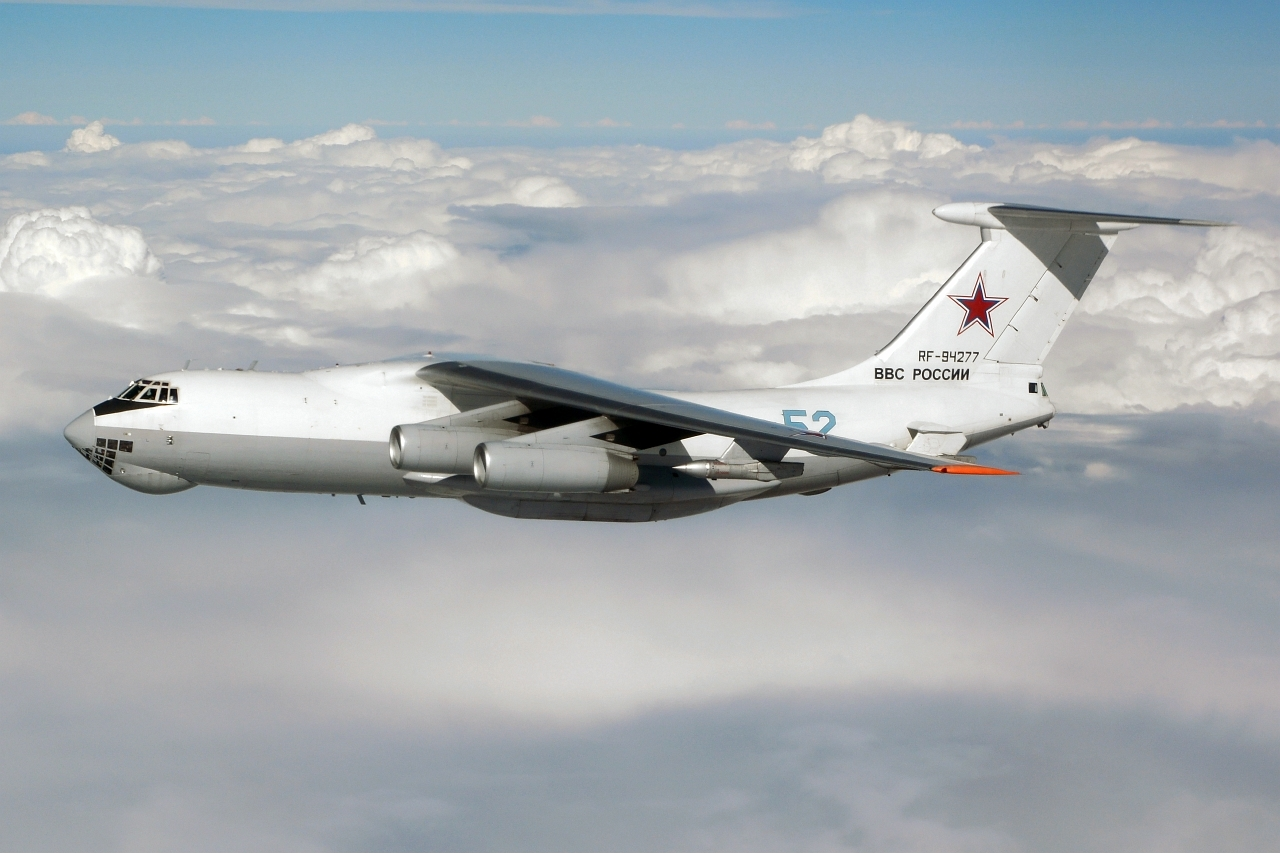
伊尔-78M

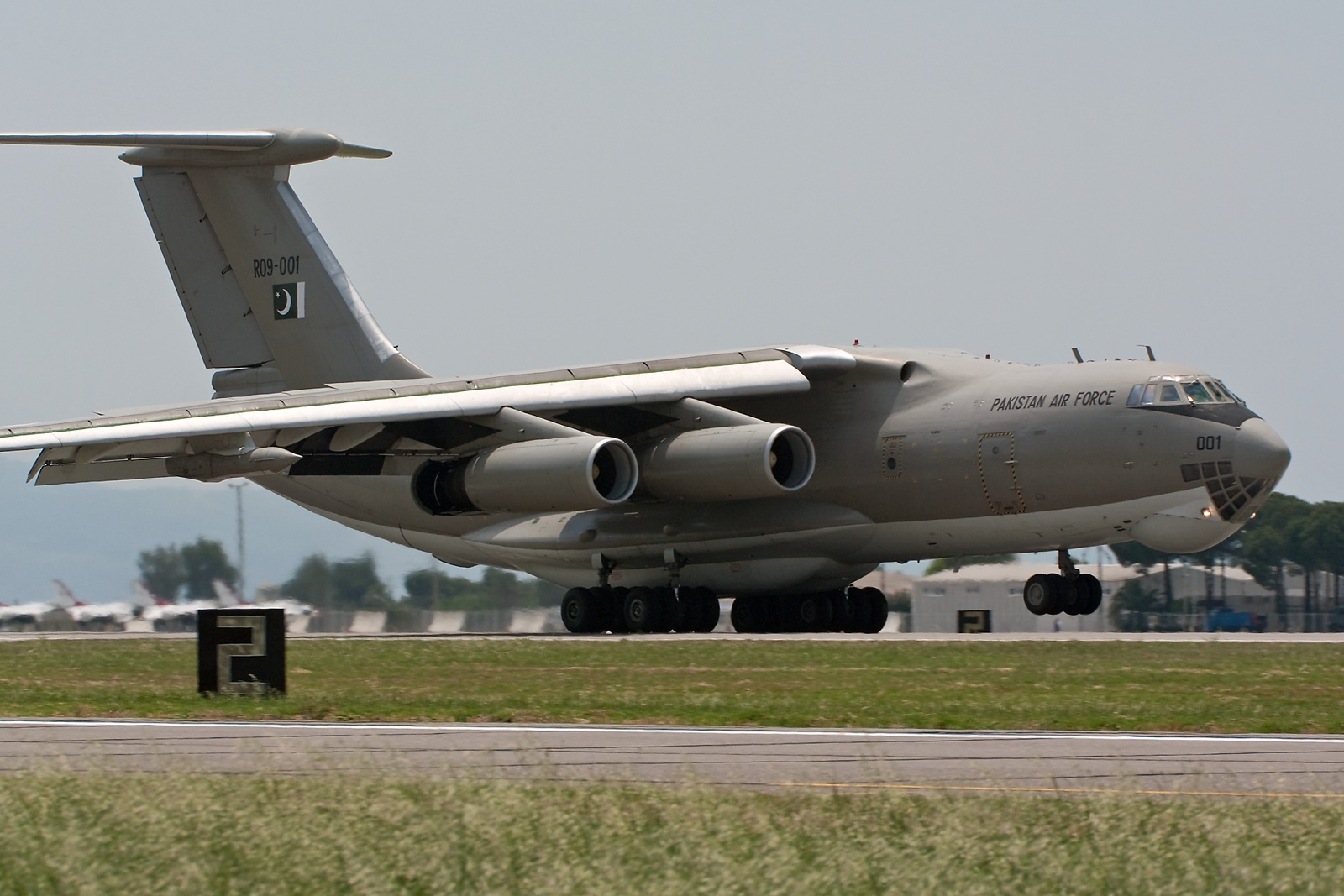
巴基斯坦IL-78

- 乘员：5名
- 长度：46.59米
- 高度：14.76米
- 翼展：50.5米
- 翼面积：300平方米
- 海平面最大马赫数：0.77
- 高空最大马赫数：0.77
- 淨重：98,000公斤
- 正常重量：150,000kg
- 最大重量：210,000kg
- 过载限制：2.5G
- 升限：12,000米
- 起飞速度：208.8公里/小時
- 着陆速度：219.6公里/小時[2]

## 衍生型

### 伊尔-78-78M
伊尔-78-78M研究程序於1984年年底开始。伊尔-78M在货舱内有第3个油箱，提高了其運载燃油中數量，加油吊舱更換成为UP AZ-1M，输送燃油數量亦提高至2,340升/分钟。为了节省重量，伊尔-78M的货舱内无货物处理设备，货舱门亦無法打开，因此不如伊尔-78原型般能夠作為运输机的用途。在外观上，伊尔-78M比較伊尔-78的最大外在改变是机尾採用了新设计的L型加油夹舱，使到加油管能夠避开机身的所帶來的气流。首架伊尔-78M於1987年5月开始進行飛行測試，至1992年於莫斯科航空展上首次对外亮相。

### 伊尔-78MKI
俄罗斯对印度空军出口版本。